# François Lake
François Lake är en sjö i Kanada.   Den ligger i provinsen British Columbia, i den centrala delen av landet, 3 600 km väster om huvudstaden Ottawa. François Lake ligger 714 meter över havet. Arean är 255 kvadratkilometer. Den sträcker sig 10,5 kilometer i nord-sydlig riktning, och 99,7 kilometer i öst-västlig riktning.
Trakten runt François Lake är nära nog obefolkad, med mindre än två invånare per kvadratkilometer.